# 朱海燕
朱海燕（1957年—），安徽合肥人，汉族，中华人民共和国政治人物、第十二届全国人民代表大会安徽地区代表。
加入中国致公党。担任安徽省话剧院副院长。2008年起担任全国人大代表。2013年，被选为全国人大代表。